# En sak i taget
En sak i taget är Andreas Gregas debutalbum som soloartist utgiven 2010.

## Låtlista
1. Rädslan
2. Ta vad du vill
3. Där va vi förenade
4. Dom hade mycket att säga
5. Jag går när ni kommer
6. Du lilla ängel
7. Bättre för mig
8. Imorgon
9. Vad tjänar du
10. Alla utom jag